# 화웨이 노바 9
화웨이 노바 9은 화웨이에서 제조한 스마트폰이다. 2021년 9월 23일에 발표되었다.